# Tirada-2
Tirada-2 (ros. Тирада-2) – rosyjski system walki elektronicznej przeznaczony do unieszkodliwiania satelitów telekomunikacyjnych.

## Historia
Prace nad stworzeniem systemu walki elektronicznej Tirada rozpoczęły się w 2001 r. Pierwsze informacje o istnieniu systemu udostępnił w 2017 r. Oleg Aczasow, zastępca szefa 46. Centralnego Instytutu Badawczego Ministerstwa Obrony Rosji. Zgodnie z przekazanymi informacjami mobilny system Tirada-2S został zaprojektowany w ramach programu modernizacji uzbrojenia zaplanowanego na lata 2018–2027 i jest przeznaczony do elektronicznego niszczenia satelitów komunikacyjnych. System ma oddziaływać na satelity za pomocą kierunkowej wąskiej wiązki zakłóceń powodującej nieodwracalne uszkodzenia pokładowych systemów łączności satelitarnej. Rosjanie podkreślali, że system jest całkowicie nowym rozwiązaniem, nie będącym kontynuacją konstrukcji rodem z ZSRR.
W sierpniu 2018 r. na Międzynarodowym Forum Wojskowo-Technicznym „Armia-2018” podpisano umowę na dostawę systemu dla Ministerstwa Obrony Federacji Rosyjskiej. Dostawcą sprzętu miał być włodzimierski zakład „Urządzenia elektroniczne” (ros. «Владимирский завод „Электроприбор”»). W październiku 2018 r. rosyjskie media poinformowały o zakończeniu państwowych testów odbiorczych nowego systemu. W grudniu 2018 r. rosyjskie Ministerstwo Obrony ogłosiło wdrożenie Tirady w Centralnym Okręgu Wojskowym Rosji. Publiczna prezentacja systemu odbywał się w 2020 r. podczas Międzynarodowego Forum Wojskowo-Technicznego „Armia-2020” w Jekaterynburgu.
W kolejnych latach zawarto z producentem kontrakt na budowę wersji rozwojowych Tirady, jego wartość miała wynosić 496 milionów rubli. Dostawę wyposażenia zaplanowano na listopad 2020 r. Producent opóźnił dostawę sprzętu o ponad dwa lata – Ministerstwo Obrony Rosji pierwsze egzemplarze systemu Tirada-2.3 otrzymało 27 czerwca 2023 r. Ministerstwo Obrony Rosji złożyło pozew o nałożenie na producenta kary pieniężnej w wysokości 119 mln rubli. Ostatecznie, po uwzględnieniu moratorium rządu Federacji Rosyjskiej, roszczenia wojska zostały zaspokojone kwotą 96 mln rubli.

## Wykorzystanie bojowe
W 2019 r. system Tirada-2S został wykryty przez misję OBWE w rejonie Ługańska na terenach przejętych przez separatystów. Miał zostać użyty do zakłócenia łączności drona RQ-4B Global Hawk patrolującego linię demarkacyjną.
Strona rosyjska sugeruje, że system Tirada-2S został wykorzystany podczas wojny ukraińsko-rosyjskiej w 2022 r. Tirada miała zakłócić działanie telekomunikacyjnego systemu satelitarnego Starlink w kilku regionach: Charkowie, Zaporożu, Chersoniu, a także na terytoriach Donieckiej Republiki Ludowej i Ługańskiej Republiki Ludowej.